# Компроміс
Компроміс (лат. compromissum — угода, згода) — згода з ким-небудь у чомусь, що досягається взаємними поступками; поступка заради досягнення мети.
Компроміс у політичній взаємодії є однією з суттєвих ознак демократичного суспільства, важливим, визначальним його принципом, згідно з яким учасники політичного процесу мають погоджуватися на поступки, вміти жертвувати певною другорядною часткою своєї позиції заради досягнення згоди у головному, для встановлення взаємної прийнятності намірів та рішень. Компроміс є важливим засобом запобігання соціально-політичним, етнічним, міжнародним зіткненням, пом'якшення конфронтації, подолання внутрішньополітичних криз, уникнення розколу в суспільстві. Він буває можливим, коли його наслідком постає можливість уникнути втрат більших, ніж жертви компромісу. Політика компромісу є нагальною вимогою сучасного політичного процесу, коли за умов розвиненої соціальної багатоманітності будь-який безкомпромісний, непоступливий, «принциповий» курс, заснований на негнучких ідеологічних настановах та принципах, на «неухильній послідовності», призводить до ізоляції політичної спільноти й до виникнення кризових станів у ній. 
Компроміс слід відрізняти від безпринципності, непослідовності та непередбачуваності в політиці